# Đại Ấp

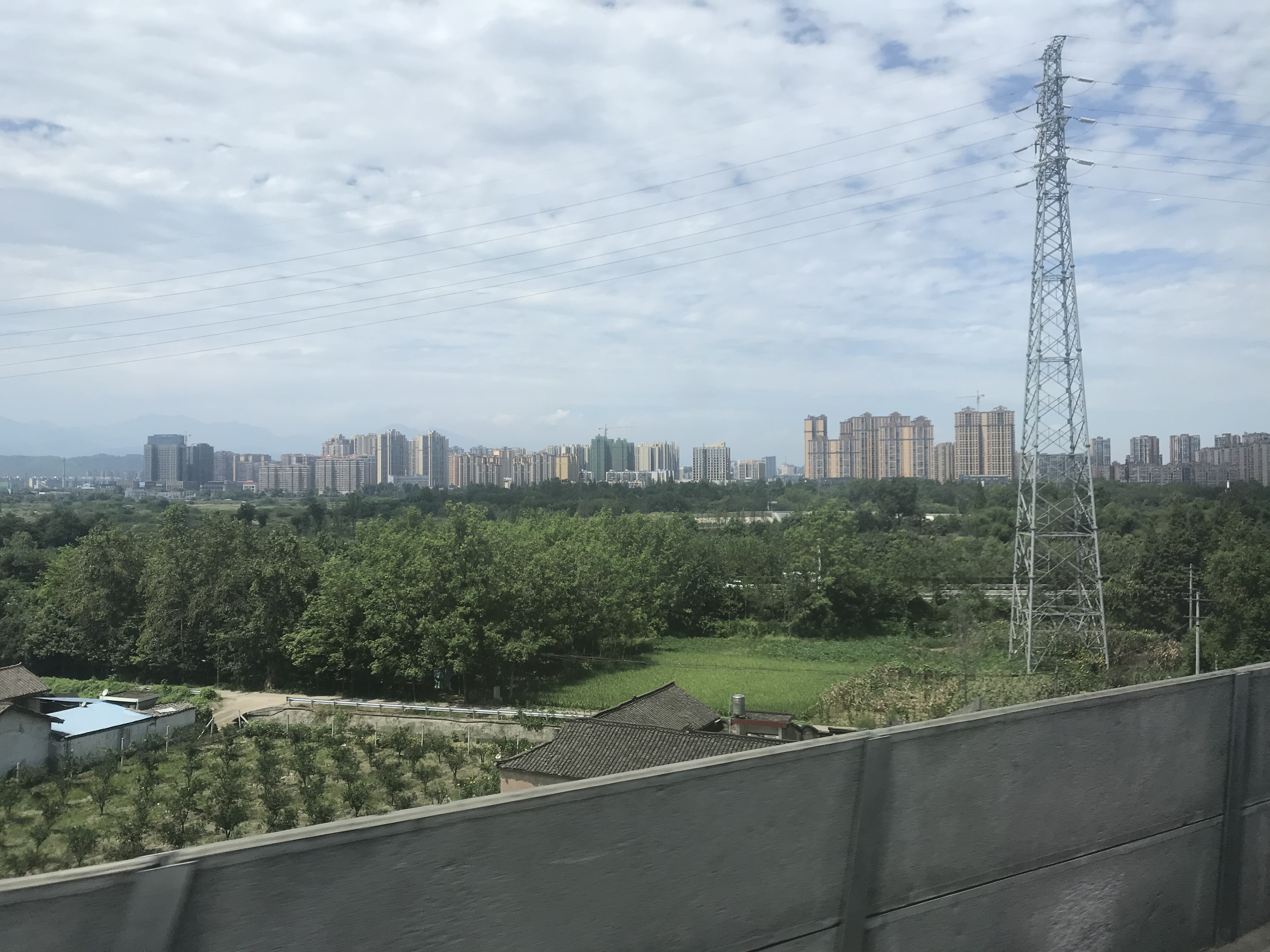
Đại Ấp

Đại Ấp (大邑县, Hán Việt: Đại Ấp huyện) là một huyện thuộc thành phố Thành Đô, Cộng hoà Nhân dân Trung Hoa. Huyện Đại Ấp có diện tích 1548 km2, dân số 500.000 người, mã số bưu chính 611330, huyện lỵ đóng tại trấn Phổ Nguyên. Tại huyện này có Hạc Minh Sơn

## Hành chính
Đại Ấp có các đơn vị hành chính sau:
- Trấn: Phổ Nguyên, Vương Tứ, Tân Trường, Duyệt Lai, An Nhân, Xuất Giang, Hoa Thủy, Tây Lĩnh, Tà Nguyên.
- Hương: Vụ Sơn (雾山乡), Kim Tinh, Hạc Minh